# Sanda Bouba Oumarou
Sanda Bouba Oumarou (* 1. Januar 1958) ist ein ehemaliger zentralafrikanischer Basketballspieler.

## Karriere
Oumarou nahm mit der Nationalmannschaft der Zentralafrikanischen Republik bei den Olympischen Sommerspielen 1988 in Seoul teil. Das Team kam auf Rang zehn. Im März 2012 wurde er in den Vorstand der Fédération Centrafricaine de Basketball gewählt. Oumarou ist auch Leiter des Comité National Olympique et Sportif Centrafricain.